# London Triathlon

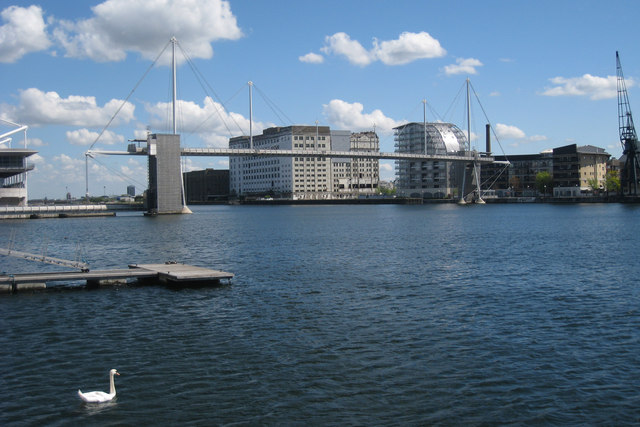
Die Royal Victoria Dock Bridge, unter der der Schwimmstart beim London Triathlon erfolgt.

Der London Triathlon (auch Mazda London Triathlon) ist ein Triathlon, der seit 1997 jährlich meist im Juli oder August in London ausgetragen wird.

## Organisation
Mit seit Jahren regelmäßig mehr als 13.000 Startern und 30.000 Zuschauern ist der Mazda London Triathlon eine der weltweit größten Veranstaltungen dieser Art. Ursprünglich wurde er von Quintus organisiert, seit dessen Übernahme 2007 durch IMG. Er wird seit 2003 als zweitägige Veranstaltung über zwei Distanzen ausgetragen:
- Kurzdistanz (0,75 km Schwimmen, 20 km Radfahren und 5 km Laufen)
- Olympische Distanz (1,5 km Schwimmen, 40 km Radfahren und 10 km Laufen)

Zentrum der Veranstaltung ist das ExCeL Ausstellungszentrum. Die Auftaktdisziplin findet im Royal Victoria Dock im East End statt, der Start für die Schwimmdistanz erfolgt unter der Royal Victoria Dock Bridge. die Radstrecke verläuft Richtung Londoner Innenstadt und die Laufstrecke liegt in den Docklands.
Der London Triathlon ist nicht zu verwechseln mit dem von 2009 bis 2015 alljährlich im Hyde Park sowie der Innenstadt auf den Wettkampfstrecken der Olympischen Spiele 2012 veranstalteten ITU World Triathlon London als Bestandteil der Dextro Energy World Championship Series, der 2016 in Leeds statt in London stattfinden wird.
Im Juli 2011 ist auch der britische Unternehmer Richard Branson beim London Triathlon an den Start gegangen, dessen Unternehmen Virgin Active einer der Sponsoren des Wettbewerbs wurde. Alljährlich tritt eine große Anzahl Londoner Unternehmen mit ihren Mitarbeitern in einer Firmenwertung an. In der auf den Wettkampf folgenden Wochen erscheinen einstündige Zusammenfassungen auf den Sendern Channel 4, Sky Sports sowie British Eurosport.

## Ergebnisse

### Kurzdistanz (olympische Distanz)
| Datum/Jahr    | Männer              | Männer            | Männer           | Frauen                | Frauen             | Frauen           |
| Datum/Jahr    | Erster Platz        | Zweiter Platz     | Dritter Platz    | Erster Platz          | Zweiter Platz      | Dritter Platz    |
| ------------- | ------------------- | ----------------- | ---------------- | --------------------- | ------------------ | ---------------- |
| 7. Aug. 2022  |                     |                   |                  |                       |                    |                  |
| 8. Aug. 2021  | Will Grace          | Ross Jarvis       | Thomas White     | Francesca Smith       | Jennifer Clark     | Madeleine Roche  |
| 27. Juli 2019 | William Kirk        | Patrick Wightman  | Till Speicher    | Issy Coombes          | Jemima Cooper      | Lucy Davies      |
| 5. Aug. 2018  | Adam Bowden -2-     | Max Neumann       | Matthew Roberts  | Natalie Van Coevorden | Lucy Hall          | Jodie Stimpson   |
| 23. Juli 2017 | Mark Buckingham -2- | Calum Johnson     | Anthony Haynes   | India Lee             | Tamsyn Moana-Veale | Lucy Hall        |
| 6. Aug. 2016  | David Bishop        | Dan Wilson        | Matthew Roberts  | Charlotte McShane     | Jessica Learmonth  | Heather Sellars  |
| 9. Aug. 2015  | Peter Kerr          | Liam Lloyd        | David Bishop     | Helen Jenkins -3-     | Charlotte McShane  | Emma Pallant     |
| 2. Aug. 2014  | Mark Buckingham     | David Bishop      | Sam Wade         | Emma Pallant          | Kate Roberts       | India Lee        |
| 28. Juli 2013 | Grégory Rouault     | Stuart Hayes      | Mark Buckingham  | Jodie Stimpson -2-    | Lucy Hall          | Emma Pallant     |
| 23. Sep. 2012 | Adam Bowden         | Thomas Bishop     | Aaron Harris     | Daniela Ryf           | Gillian Sanders    | Lucy Hall        |
| 30. Juli 2011 | Ritchie Nicholls    | Adam Bowden       | Matthew Sharp    | Jodie Stimpson        | Liz Blatchford     | Lois Rosindale   |
| 8. Aug. 2010  | Courtney Atkinson   | Tim Don           | Jarrod Shoemaker | Helen Jenkins -2-     | Jodie Stimpson     | Liz Blatchford   |
| 2. Aug. 2009  | Will Clarke         | Courtney Atkinson | Stuart Hayes     | Helen Jenkins         | Liz Blatchford     | Jodie Swallow    |
| 10. Aug. 2008 | Maik Petzold        | Peter Robertson   | Stuart Hayes     | Julie Dibens          | Joelle Franzmann   | Jodie Swallow    |
| 2007          | Tim Don             | Stuart Hayes      | Matthew Reed     | Michelle Dillon       | Andrea Whitcombe   | Annabel Luxford  |
| 2006          | Hendrik De Villiers | Tim Don           | Oliver Freeman   | Andrea Whitcombe -2-  | Samantha Warriner  | Liz Blatchford   |
| 2005          | Stuart Hayes        | Craig Walton      | Tim Don          | Emma Snowsill         | Leanda Cave        | Liz Blatchford   |
| 2004          | Bevan Docherty      | Frédéric Belaubre | Stuart Hayes     | Andrea Whitcombe      | Liz Blatchford     | Jessica Harrison |
| 2003          | Richard Allen       | Marc Jenkins      | Richard Stannard | Jodie Swallow         | Catriona Morrison  | Emma Carney      |

### Mitteldistanz (Olympic Plus)
| Datum/Jahr    | Männer              | Männer        | Männer        | Frauen       | Frauen        | Frauen        |
| Datum/Jahr    | Erster Platz        | Zweiter Platz | Dritter Platz | Erster Platz | Zweiter Platz | Dritter Platz |
| ------------- | ------------------- | ------------- | ------------- | ------------ | ------------- | ------------- |
| 23. Juli 2017 | Pedro Ribeiro Gomes |               |               |              |               |               |